# Yannick Rubi
Yannick Rubi (* 1995) ist ein Schweizer Unihockeyspieler, welche beim Nationalliga-A-Verein Zug United unter Vertrag steht.